# Gib Guilbeau
Gib Guilbeau (* 26. September 1937 in Sunset, Louisiana als Floyd August Guilbeau; † 12. April 2016) war ein US-amerikanischer Country-Musiker, Sänger, Saitenspieler und Songwriter.

## Leben

### Anfänge
Der aus dem tiefsten Süden der USA stammende Gib Gilbeau begann als Vierzehnjähriger Fiddle zu spielen, war Mitglied verschiedener Schülerbands und wirkte während seiner Militärzeit bei der US Air Force bei mehreren Country-Formationen mit. 1957 gründete er mit Darrell Cotton, Ernie Williams und Wayne Moore die Four Young Men, die einige Singles veröffentlichten und sich 1963 in The Casteways umbenannten. Williams schied wenig später aus und wurde durch Gene Parsons ersetzt. 
1966 tat sich Guilbeau mit Parsons zum Duo Cajun Gib & Gene zusammen. Bei einem Auftritt lernten sie den Gitarristen Clarence White kennen, der zuvor bei den Kentucky Colonels gespielt hatte. Gemeinsam gründete man 1967 die Gruppe Nashville West, zu der wenig später noch Wayne Moore stieß.

### Karriere
Nashville West war Hausband des gleichnamigen Clubs und wirkte bei zahlreichen Aufnahmen des kleinen Bakersfield International Records Labels mit. Nach nur etwas mehr als einem Jahr löste sich die Gruppe auf, nachdem sich White den Byrds angeschlossen hatte. Guilbeau gründete anschließend zusammen mit Eric White, einem Bruder von Clarence, und seinem Schwager Stan Pratt die Gruppe Swampwater, die bis 1972 bestand und als Begleitband von Linda Ronstadt und Arlo Guthrie bekannt wurde. 
Danach arbeitete er als Studiomusiker und Songwriter. 1975 kam es zu einer Neugründung der Flying Burrito Brothers, die dann die Ex-Mitglieder Sneaky Pete Kleinow und Chris Ethridge sowie Guilbeau und Gene Parsons umfassten. Die Gruppe hatte Bestand bis Ende der 1990er Jahre. Es gab häufig Umbesetzungen, das einzig konstante Mitglied war Guilbeau. Er war Sänger, Gitarrist und verfasste einen Großteil des Songmaterials. 1980 nannte sich die Band in Burrito Brothers um, später stellte man wieder das altbekannte Flying voran. 1980 schloss sich Gibs Sohn Ronnie den Burritos an. 
Kurz nach der Jahrtausendwende gründete er ein Schallplattenlabel, Beau Town Records, auf dem er eigene Musik und Aufnahmen seiner Freunde veröffentlichte. 2003 erschien hier das Album Songs I Like, auf dem er, begleitet von seinen langjährigen musikalischen Weggefährten,  die besten seiner über hundert Kompositionen neu einspielte.

## Diskografie
Alben:
- 1967: Cajun Country (als Cajun Gib & Gene)
- 1978: Toe Tappin' Music
- 2001: Classic Guilbeau 1968 - 1986
- 2003: Songs I Like